# Campionato sudamericano di rugby 2020
Il campionato sudamericano di rugby 2020 (in spagnolo Sudamericano de Rugby 2020; in portoghese Campeonato Sul-Americano de Rugby de 2020) fu il 42º campionato continentale del Sudamerica di rugby a 15.
A causa delle norme emanate per contrastare la pandemia di COVID-19 che fermarono nel 2020 le attività sportive in quasi tutto il mondo, il campionato slittò a metà ottobre, unico periodo in cui fu possibile trovare una sistemazione idonea agli atleti e garantire la sicurezza dai contagi; il governo dell'Uruguay garantì il permesso di svolgere il torneo a Montevideo, al quale parteciparono quattro selezioni nazionali: oltre a quella di casa, presero parte alla competizione l'Argentina campione uscente, il Cile e il Brasile; in ragione della sua composizione, il torneo fu chiamato anche Quattro Nazioni Sudamericano.
Le gare si svolsero in tre giornate allo Stadio Charrúa, e il torneo si tenne a girone unico.
A vincerlo fu, per la trentaseiesima volta, l'Argentina, che si laureò campione sudamericana per la quarantesima volta complessiva, considerando le vittorie nelle quattro edizioni della Sudamerica Rugby Cup tra il 2014 e il 2017.
Il valore delle marcature, come stabilito da World Rugby nel 2017, è: 5 punti per ciascuna meta (7 se trasformata), 7 punti per la meta tecnica, 3 punti per la realizzazione di ciascun calcio piazzato, idem per il drop.
Il sistema di classifica fu quello dell'Emisfero Sud corretto alla francese: per ogni incontro 4 punti per la vittoria, 2 per il pareggio, 0 per la sconfitta più eventuali bonus di un punto per la sconfitta con sette punti o meno, e per la squadra che marchi tre mete più dell'avversaria.

## Risultati

### 1ª giornata
| Arbitro: | Cauã Ricardo |

|                                 |      |                                |
| Oviedo 11’ Ruiz 28’ Cubilla 47’ | mt   | 4’ R. Fernández 39’ Larenas    |
| Elías 28’ Mare 47’              | tr   | 4’ Urroz                       |
| Pellandini 58’ Castiglioni 80’  | c.p. | 21’, 29’ Videla 55’, 77’ Urroz |

| Arbitro: | Damián Schneider |

|                                     |      |                   |
| Pujadas 70’                         | mt   | 61’ Rosetti       |
| Favaro 70’                          | tr   |                   |
| Favaro 17’, 21’, 40’, 42’, 54’, 58’ | c.p. | 13’, 25’ M. Duque |
|                                     | drop | 8’, 10’ M. Duque  |

### 2ª giornata
| Arbitro: | Frank Méndez |

|                                                            |      |                         |
| Castiglioni 4’, 47’ tecnica 14’ Ruiz 21’, 27’ Osadczuk 50’ | mt   | 1’ Massari 34’ Paganini |
| Castiglioni 4’, 27’, 47’ Mare 50’                          | tr   | 1’ Tranquez             |
|                                                            | c.p. | 43’ Reeves              |

| Arbitro: | Nehuén Jauri Rivero |

|                      |      |                                  |
| Favaro 11’ Amaya 49’ | mt   | 20’ Sigren 27’ Silva 59’ Escobar |
| Favaro 11’           | tr   | 21’, 28’ Videla                  |
| Favaro 4’, 15’       | c.p. | 37’ Urroz                        |
| Etcheverry 25’       | drop |                                  |

### 3ª giornata
| Arbitro: | Francisco González |

|                         |      |                                |
| Arruda 5’               | mt   | 15’ Sigren 44’ Larenas         |
| M. Duque 5’             | tr   | 15’, 44’ Videla                |
| M. Duque 30’ Reeves 43’ | c.p. | 21’, 34’, 65’ Videla 55’ Urroz |

| Arbitro: | Damián Schneider |

|                                           |      |                                                                             |
| Iruleguy 16’ Vilaseca 59’ Lijtenstein 62’ | mt   | 2’, 13’ Ruiz 36’ Cancelliere 41’ Osadczuk 49’ Martínez 55’, 68’ Bazán Vélez |
| Iruleguy 59’, 62’                         | tr   | 2’, 13’, 41’, 49’, 55’ Eliás 68’ Mare                                       |
|                                           | c.p. | 34’, 37’ Eliás                                                              |

## Classifica
| Pos | Squadra      | G | V | N | P | PF  | PS | DP  | BMP | Pt |
| --- | ------------ | - | - | - | - | --- | -- | --- | --- | -- |
| 1   | Argentina XV | 3 | 3 | 0 | 0 | 118 | 58 | +60 | 2   | 14 |
| 2   | Cile XV      | 3 | 2 | 0 | 1 | 72  | 59 | +13 | 1   | 9  |
| 3   | Uruguay XV   | 3 | 1 | 0 | 2 | 65  | 92 | −27 | 1   | 5  |
| 4   | Brasile XV   | 3 | 0 | 0 | 3 | 45  | 91 | −46 | 0   | 0  |